# Ewald Busse
Ewald Busse (* 2. Februar 1843 in Tanne; † 2. Januar 1937 in  Zorge) war ein deutscher Schlossermeister, Lokomotiv-Konstrukteur und Maschinenbau-Unternehmer. 

## Leben
Ewald Busse wurde als Sohn des Nagelschmiedemeisters Heinrich Busse in Tanne geboren. Hier besuchte er die Volksschule und wurde 1857 konfirmiert.
Busse absolvierte von 1859 bis 1862 eine Schlosserlehre in Nordhausen. Danach war er kurzzeitig bei einer Metallwarenfabrik in Braunschweig als Schlosser tätig. 1865 kehrte er nach Tanne zurück und erhielt eine Stelle in der Tanner Eisenhütte. Der Hütteninspektor der herzoglichen Maschinenfabrik Zorge warb Busse für die Arbeit in dieser Fabrik ab. In Zorge nahm sich Ewald Busse des Baus von Dampflokomotiven an. Busse baute 1867 innerhalb von nur fünf Wochen eine Dampflokomotive mit stehendem Kessel. 1873 erhielt diese Lokomotive eine Goldmedaille auf der Weltausstellung in Wien. Von diesem Modell wurden bis 1876 über 40 Stück hergestellt und an private Bahnbetriebe in ganz Deutschland verkauft.
1881 gründete Busse schließlich seine eigene Maschinenfabrik, die spätere Eisengießerei und Maschinenfabrik Ewald Busse GmbH. In der Fabrik wurden zunächst Dampfmaschinen aller Art repariert und Dampfkessel hergestellt. Ab 1910 produzierte das Unternehmen auch Geräte für die Landwirtschaft und Spezialteile für den Maschinenbau.
Im Juli 1921 übergab Busse das Unternehmen an seinen Sohn Richard Busse. Der Betrieb bestand unter verschiedenen Nachfolgern noch bis 1991 weiter.
Ewald Busse starb 93-jährig in Zorge.